# Округ Фејет (Џорџија)
Округ Фејет (енгл. Fayette County) је округ у америчкој савезној држави Џорџија.

## Демографија
По попису из 2010. године број становника је 106.567, што је 15.304 (16,8%) становника више него 2000. године.
| Група             | 2000.          | 2010.          |
| Белци             | 74.820 (82,0%) | 72.202 (67,8%) |
| Афроамериканци    | 10.465 (11,5%) | 21.395 (20,1%) |
| Азијати           | 2.208 (2,4%)   | 4.130 (3,9%)   |
| Хиспаноамериканци | 2.582 (2,8%)   | 6.760 (6,3%)   |
| Укупно            | 91.263         | 106.567        |